# Sidonie de La Houssaye
Pour les articles homonymes, voir Houssaye.
Sidonie de la Houssaye, née Hélène Perret, qui utilisa comme nom de plume Louise Raymond, née le 17 août 1820, Paroisse de Saint-Jean-Baptiste de Edgard, morte le 18 février 1894 à Franklin, est une romancière francophone de Louisiane. 
Elle est la fille des créoles français Françoise Pain et Ursin Perret, riche planteur de canne à sucre, et reçut une éducation bilingue en anglais et en français à la Paroisse de Saint-Jean-Baptiste. Elle a épousé Alexandre Pelletier de la Houssaye (dont le grand-père Louis Pelletier de la Houssaye avait commandé la région de l'Attakapas), à l'âge précoce de treize ans ; ils eurent huit fils et une fille. Installés d'abord à Saint-Martinville, jusqu'en 1841, ils s’établirent ensuite à Franklin.
Après la mort de son mari pendant la guerre de Sécession, elle travaille comme professeur dans une école de Franklin, écrit des réclames pour des remèdes et des feuilletons dans les journaux français.

## Œuvre
- Contes d'une grand-mère louisianaise
- Pouponne et Balthazar, nouvelle acadienne, Librairie de l'opinion, 1888
- Charles et Ella, roman louisianais, 1892, Le Méschacébé
- Amis et fortune, impr. du Meschacébé, 1893
- Les Quarteronnes de La Nouvelle-Orléans, tétralogie, publiée après sa mort, à partir de 1894, dans Le Méschacébé :

Gina la quarteronne
Dahlia la quarteronne
Octavia la quarteronne
Violetta la quarteronne

### Éditions récentes
- Contes d’une grand-mère louisianaise, introduction et notes de Jonathan Vidrine, Éditions Tintamarre, 2007  (ISBN 0-9754244-1-6)
- Les Quarteronnes de la Nouvelle-Orléans, tome I, Octavia & Violetta, introduction et notes de Christian Hommel, Éditions Tintamarre, 2006  (ISBN 0-9754244-2-4)
- Les Quarteronnes de la Nouvelle-Orléans, tome II, Gina la quarteronne, introduction et notes de Christian Hommel, Éditions Tintamarre, 2008  (ISBN 978-0-9793230-5-8)